# Johann Baptist Beha

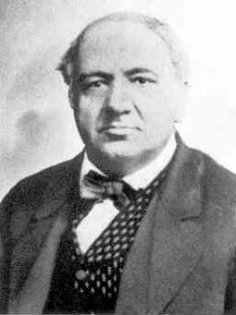
Johann Baptist Beha (1815–1898)

Johann Baptist Beha (* 1815 in Oberbränd (Eisenbach); † 1898) war ein deutscher Uhrmacher und Uhrenfabrikant von geschnitzten Schwarzwälder Tisch- und Wanduhren. Durch sein Schaffen nahm er starken Einfluss auf die Uhrenproduktion im Schwarzwald.

## Leben
Beha wurde von seinem Vater, dem Uhrmachermeister Vinzenz Beha (1764–1868), in dessen Werkstatt ausgebildet. Der Vater war für die Qualität seiner Uhren bekannt und fertigte seit 1801 vorzugsweise Kuckucksuhren fast vollständig aus Holz. Von 1839 bis 1845 schuf Johann Baptist dort rund 365 Uhren, die er auf eigene Rechnung verkaufte.

### Eigene Werkstatt
Im Alter von 30 Jahren machte er sich in Harzerhäuser bei Eisenbach selbstständig. Er legte großen Wert sowohl auf die solide Qualität der Uhrwerke, als auch auf die Gestaltung der Uhrenkästen, die er nach eigenen Entwürfen von regionalen Holzschnitzern anfertigen ließ. Auch wenn die Uhren dadurch im oberen Preissegment lagen, verkauften sie sich gut.
Beha hielt sich, wie viele Uhrmacher seiner Zeit, für einige Zeit im Ausland auf. Er reiste mehrfach nach England, um weiter zu lernen und Geschäftsverbindungen aufzubauen. Darüber hinaus betrieb er regelrechte „Marktstudien“, um seine Umsatzchancen zu erhöhen. Später richtete sich sein Export dann vor allem nach England und Russland. Von seinen Auslandsaufenthalten brachte er viele Ideen mit und verbesserte seine Uhren ständig.

### Kuckucksuhr
Er entwickelte den Entwurf der Bahnhäusle-Uhr von Friedrich Eisenlohr weiter. Zwischen 1845 und 1850 baute er federgetriebene Kuckucksuhren mit Schnecke und Saite. Ab 1863 ersetzte er die Gewichte aus Steinen durch Gewichte in Form von Tannenzapfen. Die Schnitzereien für die Uhren bezog er von den Gebrüdern Schwarz in Bubenbach. Zu diesem Zeitpunkt hatten Schwarzwalduhren zwar fast ausschließlich Holzwerke, aber für den englischen Exportmarkt war diese Bauweise erwarteter Standard. Die Hauptimporteure seiner Uhren waren Morath Brothers in Liverpool, Bohringer in Belfast, sowie Camerer Kuss & Co. in London, welche auch die wichtigsten Exporteure nach Indien waren.

### Krisenzeiten
Nach der Centennial Exhibition 1876 in Philadelphia hatte Beha seine beiden Söhne Lorenz (1865–1941) und Engelbert (1866–1949) in seiner Firma als Partner aufgenommen, und das Unternehmen wurde als „Johann Baptist Beha & Söhne“ neu gegründet. Bereits ein Jahr später geriet die Unternehmung erstmals in eine finanzielle Krise, als Johann Georg Beha, ein Verwandter, der die Geschäfte in Russland leitete, in Insolvenz ging. Viele der bereits verkauften Uhren waren noch nicht abgerechnet worden und Beha & Söhne musste schwere Einbußen hinnehmen. Waren im Jahre 1872 noch 24 Mitarbeiter, sowie zahlreiche Heimarbeiter bei Beha & Söhne beschäftigt, schrumpfte die Belegschaft innerhalb nur eines Jahrzehnts auf 9 Mitarbeiter inklusive der Familienangehörigen in den Jahren 1881/1882.
Viele Hersteller aus dem Schwarzwald, so zum Beispiel Junghans und Kienzle, aber auch kleinere Unternehmen, hatten Mitte bis Ende des 19. Jahrhunderts auf die wachsende Nachfrage der neuen Mittelklasse nach preiswerten Uhren mit der Umstellung ihrer Herstellungsverfahren und der Reduzierung der Angebotsvielfalt reagiert. In der Blütezeit der Schwarzwälder Uhr hielt die Großserienproduktion mit vereinfachten Uhrwerkskonstruktionen („Amerikanerwerk“), der Verwendung von günstigeren Materialien und vor allem einfacheren Schnitzereien Einzug. Die Behas blieben aber ihrer Fertigungsweise treu und stellten weiterhin qualitätsvolle, hochpreisige Uhren her, denn sie glaubten nicht an einen Erfolg der in Serie gefertigten Kuckucksuhr. Zu der teuren Herstellung kam ein breit gefächertes Sortiment. Das Angebot umfasste laut Firmenkatalog um 1890 mehr als 130 verschiedene Gehäusemodelle. So blieb eine entsprechende Rendite aus.

### Weiterführung durch die Söhne Behas
Johann Baptist Beha starb 1898. Das Geschäft wurde von seinen Söhnen in Eisenbach weiter geführt und das Angebot nochmals erweitert. Das Fertigungsprogramm bestand unter anderem aus „Kuckuck und Wachtel“-Uhren, Kuckucksuhren mit Echo, Trompeteruhren und Kalenderuhren. Die Gehäuse bezog man nun von Peter Werle in Dittishausen und August Tritschler in Furtwangen.
In Sankt Petersburg betrieb Beha weiterhin ein eigenes Lager und verkaufte von dort die Uhren in verschiedene Länder. Aber mit dem Ausbruch des Ersten Weltkriegs wurde das Lager geschlossen. In Deutschland stellte man die Produktion vollständig auf Rüstungsgüter um. Nach dem Krieg kämpfte sich das Unternehmen durch die wirtschaftlich schwachen 1920er Jahre und versuchte den verlorenen Exportmarkt auszugleichen, geriet aber finanziell immer weiter unter Druck. Insbesondere während der Weltwirtschaftskrise kam die Produktion erneut zum Erliegen. In der Zeit des Nationalsozialismus lief die Produktion trotz Rationierung von Messing und Kupfer in sehr begrenztem Umfang bis 1938 weiter, aber der Exportmarkt konnte wegen der Devisenbewirtschaftung nicht bedient werden. Der Zweite Weltkrieg unterbrach schließlich die Produktion, die dann 1956 endgültig eingestellt wurde.

### Auszeichnungen für Beha-Uhren
Das Unternehmen wurde auf regionalen Messen in Villingen 1858 und Karlsruhe 1861 für die Qualität der Erzeugnisse geehrt. Größere Aufmerksamkeit erhielt Beha auf internationalen Ausstellungen wie zum Beispiel der Weltausstellung 1862 in London und der Weltausstellung 1867 in Paris (jeweils Ehrungen). Bei der Weltausstellung 1873 in Wien wurde Beha als einziger Uhrenhersteller aus dem Schwarzwald mit einer Goldmedaille ausgezeichnet. Für die auf der Centennial Exhibition 1876 in Philadelphia gezeigten Uhren erhielt die Firma eine meritory medal von der United States Centennial Commission. Weitere Auszeichnungen folgten bei Ausstellungen in Karlsruhe 1877, London 1885, Freiburg 1877, Chicago 1893 und Straßburg 1895.

## Uhren als Ausstellungsstücke

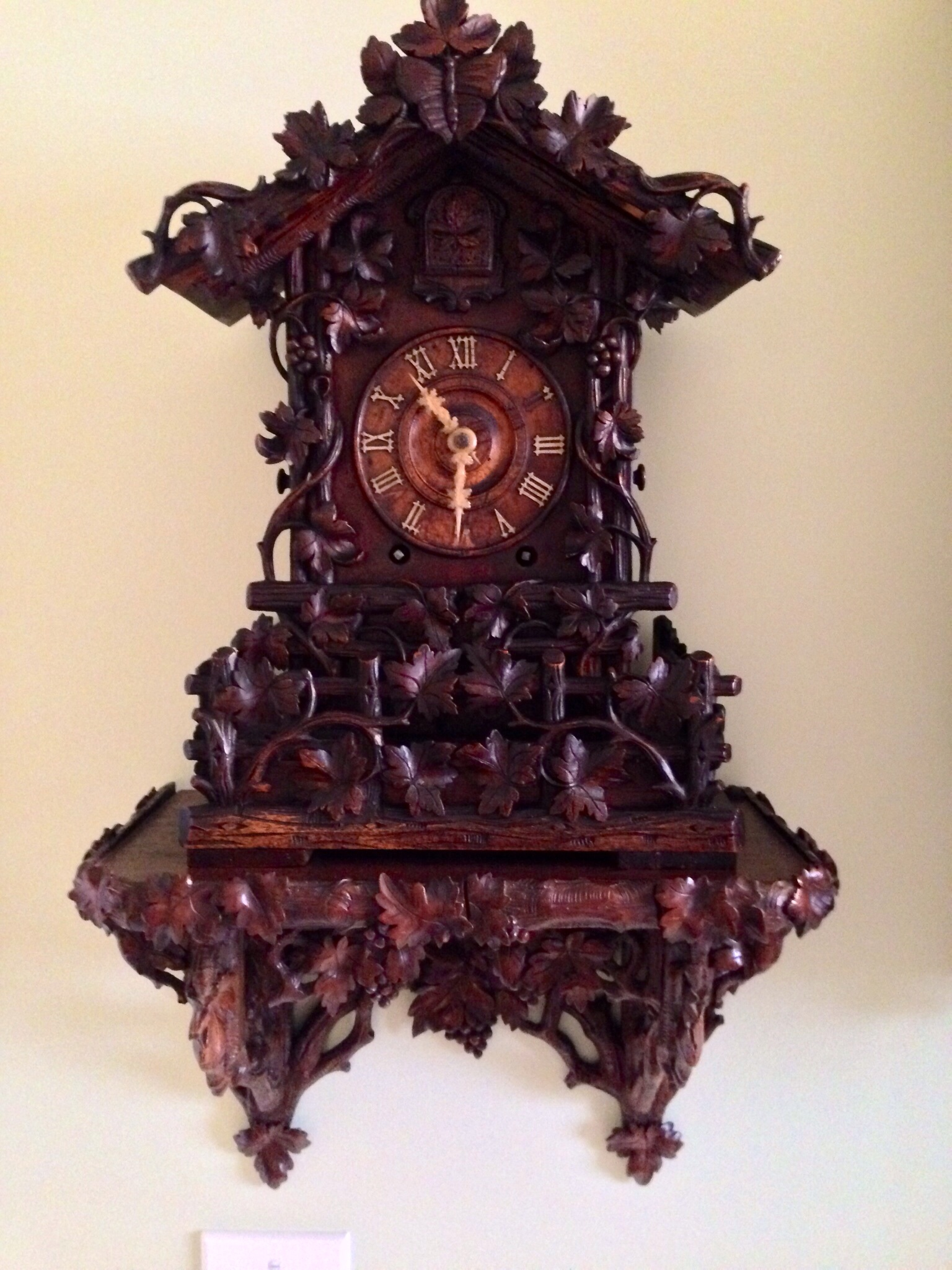
Kuckucksuhr aus der Werkstatt Beha, Modell 509

Aufgrund der Qualität der hergestellten Uhren sind einige Stücke heute in Museen erhalten, so z. B. im British Museum und im Deutschen Uhrenmuseum in Furtwangen. Seinem Werk werden Ausstellungen gewidmet. Einige seiner Uhren sind auch in der ständigen Uhrenausstellung in der Wolfswinkelhalle in Eisenbach zu sehen.
Beha-Uhren werden in Auktionen und von Antiquitätenhändlern gehandelt.